# کارکس کردریزا
کارکس کردریزا (نام علمی: Carex chordorrhiza) نام یک گونه از سرده جگن است.